# Chen Gongbo
Chen Gongbo (ur. 19 października 1892, zm. 3 czerwca 1946) – chiński polityk, kolaborant japoński w czasie wojny 1937-1945.

## Życiorys
Przyszedł na świat 19 października 1892 w Guangzhou w prowincji Guangdong. Jego ojciec pracował jako urzędnik w cesarskiej administracji dynastii Qing. Po ukończeniu szkoły wyjechał do Pekinu, gdzie wstąpił na miejscowy uniwersytet i zaczął studiować filozofię. W trakcie dalszej nauki zapoznał się z teoriami Karola Marksa i w ten sposób zafascynował się ideą komunizmu. Później wstąpił do grupy należącej do Ruchu 4 Maja. W lipcu 1921 wziął udział w odbywającym się w Szanghaju zjeździe Komunistycznej Partii Chin. Jego kontakty z komunistami nie trwały jednak długo i już w 1922 roku zerwał z KPCh. Jakiś czas później wyjechał do Stanów Zjednoczonych gdzie studiował na uniwersytecie Columbia. W 1925 otrzymał tytuł magistra ekonomii. Po powrocie do ojczyzny wstąpił do Kuomintangu. Mianowano go szefem departamentu rolnictwa. Wkrótce stał się gorącym orędownikiem Wang Jingweia, z którym nawiązał bliskie kontakty polityczne i prywatne. W latach 1932–1935 był ministrem przemysłu. W KMT reprezentował lewicowe skrzydło, krytykujące dyktatorskie zapędy Czang Kaj-szeka. Po ataku Japonii na Chiny w 1937 roku jako szef syczuańskiego oddziału Kuomintangu dowodził organizacją ewakuacji rządu do Chongqingu. W 1940 roku został członkiem kolaborującego z Japończykami Centralnego Rządu Chin. W listopadzie tego samego roku został burmistrzem Szanghaju. W połowie 1944 roku Wang Jingwei ciężko zachorował i udał się na leczenie do Japonii. Chen jako druga pod względem znaczenia osoba w rządzie tymczasowo objął funkcję jego przewodniczącego. 11 listopada, dzień po śmierci Wanga, został oficjalnie szefem rządu. Gdy w sierpniu 1945 do Chin wkroczyły siły radziecko-mongolskie, rozwiązał rząd i zbiegł do Japonii. Bezpośrednio po jej kapitulacji 9 września 1945 Chiny złożyły oficjalny wniosek o jego wydanie. Miesiąc później Amerykanie przekazali Chena Chińczykom. Niespełna rok później w Suzhou odbył się jego proces. Został oskarżony o zdradę ojczyzny, kolaborację z wrogiem, działalność na szkodę państwa i zbrodnie. Nie skorzystał z pomocy adwokata i na rozprawie bronił się sam. 3 czerwca 1946 został uznany za winnego wszystkich stawianych zarzutów i skazany na śmierć. Wyrok wykonano tego samego dnia przez rozstrzelanie.